# Мазель, Илья Моисеевич
Рувим (Илья) Моисеевич Мазель (24 января 1890, Витебск — 1967, Москва) — российский и советский художник.

## Биография
Рувим Мазель родился 24 января 1890 в семье витебского скрипача. Первоначальное художественное образование получил родном Витебске — в Школе рисования и живописи Юделя Пэна, окончив которую, поступил в 1906 году в петербургскую Рисовальную школу Общества поощрения художников, где учился у Николая Рериха и Александра Бенуа. Рисовальную школу Мазель оканчивает в 1909 году, после чего решает продолжить своё образование в Европе. В 1910 году он поступает в Мюнхенскую академию художеств в класс гравюры Питера Хальма, в которой проучился до 1914 года. В Германии Мазель изучал также живопись и посещал выставки знаменитых художников, таких как Ходлер, Ганс фон Маре и Лейбль, а в 1912 и 1913 годах совершил длительные путешествия по Италии для изучения творчества мастеров Возрождения.
В 1914 году художник вернулся в Россию. Из Витебска он вскоре перебрался в Москву. Благодаря своему земляку и другу, театральному живописцу М. Либакову, вошел в контакт с артистической средой, общался с писателями, в частности — с Андреем Белым. На выставке в I студии МХАТа впервые показал свои графические работы. В автобиографических записках Мазель пишет, что А. Бенуа, посмотрев выставку, посулил ему хорошее будущее как рисовальщику и приобрел один из листов, а Л. Пастернак был приятно удивлен, что он «такой молодой и не футурист» .
Возвращение в Россию в 1914 году совпало с началом Первой мировой войны. Мазеля в 1915 году призывают в армию. Со своей частью он попадает в Ашхабад, где и остаётся жить до середины 1920-х годов. В Ашхабаде, при политотделе первой армии Туркестанского фронта, совместно с А. П. Владычуком, Мазель организовывает «Ударную школу искусств Востока». Существующее мнение, что М. В. Либаков имел отношение к организации Ударной школы не подтверждено архивными документами УШИВ, художник уехал из Туркмении в 1918 году. Значительным успехом явился тот факт, что, вместе с русскими учениками, Школу посещало и значительное количество туркменов (самым прославленным из которых впоследствии оказался Бяшим Нурали). В 1925 году из-за полученного доноса "Ударную школу" закрыли, но к этому времени Мазель уже переехал в Москву. В период с 30-х по 50-е годы художник участвует в ряде экспедиций в Туркменистан и Дагестан, но основным его адресом остаётся Москва, в которой он проживал до своей смерти в 1967 году.
«В настоящее время по сути единственным источником документальных сведений о его жизненном и творческом пути являются автобиографические „Записки“, хранящиеся в архиве Государственного музея искусств Республики Каракалпакстан им. И. В. Савицкого в Нукусе».
Урна с прахом захоронена в колумбарии Донского кладбища.

## Искусство
В «европейский» период жизни сильное влияние на Мазеля оказывал мюнхенский модерн, а после переезда в Ашхабад основными в картинах художника становятся восточные мотивы. Так основным его произведением тех лет называют книгу-альбом «Ковровые сказки». Эта работа выполнена, как некая «фреска в миниатюре». Сам Мазель считал её художественным итогом тех восьми лет, которые он прожил в Туркестане. В конце 20-х годов идеи художника претерпевают изменения — он перестаёт интересоваться миниатюрами и переходит к полномасштабным картинам, которые пишет маслом и темперой. В это время создаются такие полотна, как «Качели», «Невеста», «Старый Ашхабад», «В юрте».
Важным вехами творческой биографии Мазеля являются написанный в 30-х годах цикл работ на библейские темы, а также годах иллюстрации к чеховским рассказам, созданные в 60-х годах XX века.
Система преподавания Рувима Мазеля повлияла на сложение первого поколения профессиональных туркменских художников — студентов УШИВ.

## Ученики
- Нурали, Бяшим Юсупович
- Мизгирёва, Ольга Фоминична
- Бегляров, Сергей Никитович
- Елизавета Скоблена

## Семья
- Жена — Дора Дмитриевна Мазель.
- Брат — скрипач Зиновий (Зундель) Моисеевич Мазель (1896—1978), член Русского антропософского общества; его жена — актриса 2-го МХАТа Лидия Марковна Гурвич.[5][6]

## Произведения
- «Узоры персидского города» — серия акварелей (1916—1918 гг.);
- «Портрет Комарова Алексея» (1916 г.) — В обмундировании, г. Асхабад;
- «Шахсей-Вахсей» — серия рисунков, 1922 гг.;
- «Старая и новая Туркмения» фрески в зале заседаний, Ашхабад, (1916—1918 гг.);
- Альбомы рисунков (бумага, акварель, гуашь): «Ковровые сказки», «Вокруг ковра»; «Автопортрет во время малярии» (1923 г.);
- «Музыкант» (1928 г.);
- «Добровольные натурщики» (1931 г.);
- «У колодца» (1932 г.);
- «Портрет актёра Григория Диомидовича Душина» (1934 г.)
- «Портрет матери» (1938 г.)
- «Приезд станового начальства в аул» (1940 г.)
- «Портрет Мамонтова Петра Яковлевича» (1943 г.)
- «Мужской портрет» (1957 г.)

## Иллюстрации
- Грен, М. И. Черный мститель : Повесть для юношества : Пересказ с нем. / М. И. Грен ; Рис. и обл. Р. Мазель. — Москва : Красная новь, 1924. — 114 с.

- Эренбург, Илья Григорьевич. Трубка / Илья Эренбург; [Обл. и рис. худож. Мазеля. — Москва ; Ленинград] : Красная новь, 1924. — 36 с.

- Киплинг, Редьярд. Джунгли : [Рассказы] / Р. Киплинг Сокр. пер. с англ. С. Г. Заимовского Рис. и обл. худ. Р. Мазель. — Москва : Красная новь, 1924. — 194, стр.

- Маяковский В. В. О Курске, о комсомоле, о мае, о полете, о Чаплине, о Германии, о нефти, о 5 интернационале и о проч. Иллюстрация на обложке Р. Мазеля. М.: Крас. новь, 1924. — 90 с.

- Рейснер, Лариса Михайловна. Афганистан / Лариса Рейснер Обл., заставки, рис. и концовки худ. Мазель. — Москва ; Ленинград : Гос. изд-во, 1925. — 102 с.

- Керженцев П. М. Организуй самого себя. 2-е изд., доп. М.: [Молодая гвардия], 1925. 96 стр. В цветной иллюстрированной издательской обложке работы художника Р. Мазеля.

- Мазель, Илья. Тыква : [Стихи для детей] / Текст и картинки Ильи Мазель. — [Ленинград ; Москва] : Радуга, [1926]. — 12 стр.: цв. ил.

- Мазель, Илья. Ваня в Туркестане : [Стихи для детей] / Текст и рис. И. Мазель. — [Москва] : Новая Москва, [1927] (Л.: тип. изд-ва «Прибой»). — [11] с.

- Мазель, Илья. Верблюженок : [Стихи для детей]. — [Москва] : Новая Москва, [1927] (Л. : тип. изд-ва «Прибой»). — [11] с.

- Мазель, Илья. Мерет — маленький текинец : [Стихи для детей]. — [Москва] : Новая Москва, [1927] (Л. : тип. изд-ва «Прибой»). — [11] с.

- И. Мазель. «Тюбетейка» 1927 Издательство «Радуга» 12 стр. Иллюстрации И. Мазель.

- Художественная культура Советского Востока: сборник статей / худ. Р. Мазель. М.; Л.: Academia, 1931. 116 с.

- Журавлева, Елизавета Васильевна. Искусство советской Туркмении [Текст] : Очерк развития / Е. В. Журавлева, В. Н. Чепелев ; Суп.-обл. и переплет: И. Мазель. — [Москва]; [Ленинград] : Изогиз, 1934 (Л. : тип. им. И. Федорова). — 133 с.

## Диафильмы
- "Принцесса с длинным носом". Диафильм. Художник Р.Мазель (1955) Немецкие народные сказки
- "Сказка про бедного сапожника". Иллюстратор Мазель Рувим Моисеевич. Москва "Диафильм" 1956 Сказки грузинские народные.

## Музеи
- Государственный Эрмитаж
- Государственная Третьяковская галерея
- Государственный музей искусства народов Востока
- ГМИИ им. А. С. Пушкина
- Государственный центральный театральный музей имени А. А. Бахрушина
- Дагестанский музей изобразительных искусств имени П. С. Гамзатовой, Махачкала
- Национальный музей Республики Дагестан им. А.Тахо-Годи
- Государственный центральный музей современной истории России
- Музей Марка Шагала (Витебск) Белорусия
- Государственный музей истории российской литературы имени В. И. Даля
- Таганрогский государственный литературный и историко-архитектурный музей-заповедник
- Каракалпакский государственный музей искусств им. И. В. Савицкого в Нукусе. Узбекистан
- Государственный литературный музей, Москва
- Музей изобразительных искусств Туркмении